# Masjid e Taneem
Masjid e Taneem è una moschea nella zona di Al-Hil a circa 4 miglia dalla Kaʿba, ed agisce come Miqat (luogo per mettere i vestiti dei pellegrini) delle persone che vivono a Mecca.
Se qualcuno vive a Mecca e volesse compiere l'ʿumra, dovrebbe andare in questo posto, mettersi in stato di iḥrām (mettendosi l'abbigliamento del pellegrino) e tornare alla Mecca, in modo da soddisfare i canoni per l'ʿumra.
Il Profeta Maometto ha detto: "Parte dell'Hajj e dell'ʿumra è viaggiare sulla Via di Allah ed uscire fuori dalla città".
Inoltre questa è una grande Moschea con grandi bagni, strutture per il wuḍūʾ, e posti per cambiarsi, disponibili per i pellegrini e per coloro che vengono a compiere le preghiere.